# 禁煙パイポ

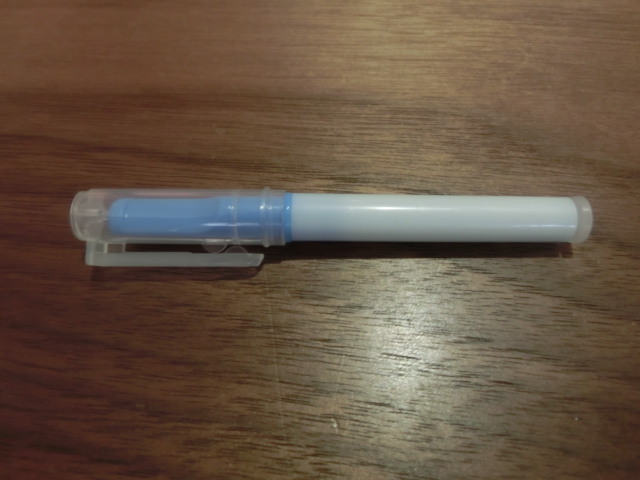
禁煙パイポ

禁煙パイポ（きんえんパイポ）は、マルマンH&Bのタバコ型禁煙グッズである。1984年にマルマンの別会社アルマンが発売してテレビコマーシャルが話題となった。

## 概要
パイプを持つ愛煙家が喫煙時以外も多くパイプを口にする理由はフロイトの口唇期にあると考え、縁日のハッカパイプから着想を得て、ミントや柑橘類の味を吸入しながらたばこ代わりに咥えて口唇欲を満たす禁煙具として、開発した。
商品名の「パイポ」は、落語の「寿限無」に由来し、音の響きがパイプに近いということもあって決定された。
マルマンは事業を再編し、2018年10月1日にマルマンH&Bが発売元となる。従来の禁煙パイポと電子パイポがある。

## テレビコマーシャル
下記は初期バージョンの逸話である。

### 内容

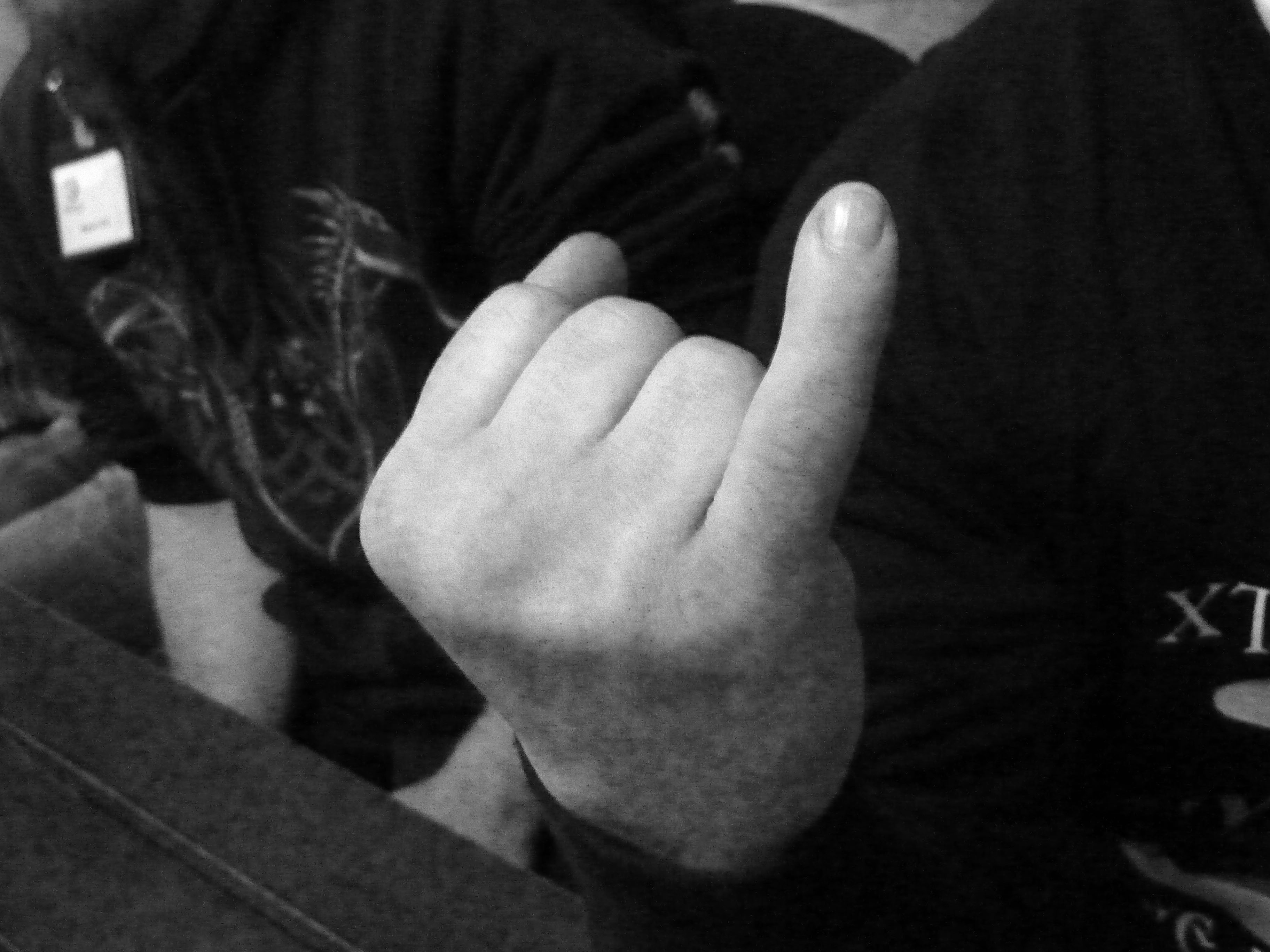
小指を立てた状態

禁煙パイポのテレビコマーシャルは3人のスーツ姿の男性が登場する。青いグラデーションの背景で右手に禁煙パイポを持つ男性が「私（わたくし）は、この禁煙パイポでタバコをやめました」と語る。同じ背景で右手に禁煙パイポを持つ2人目の男性が「私（わたし）もこのパイポでタバコをやめました」と語る。3人目の男性はピンク色のグラデーション背景で小指を立て「私は、コレで、会社を辞めました」と語る。最後に3人が並び禁煙パイポを吸う。

### 制作
演出担当は市川準である。制作及び放映費はすべて銀行から借金し、成功しなければ倒産する状況であった。出演者は日本禁煙友愛会会員で、エキストラ派遣会社から応募した素人を、市川が中心となって選考した。出演料は交通費と弁当のみ支給し、コマーシャルが大好評を得たのちに謝礼を支払った。

### 放映
1984年5月にテスト販売を開始し、販売した静岡県でコマーシャルが放映された。制作スタッフはコマーシャルが公序良俗に反するか、女性団体から抗議があるかなど心配した。当初は放映を拒否されたが鋭意依頼して放映され、当初は小指を立てないバージョンも放映された。3か月後に東京都で放映を開始した。

### 反響
東京で放映が開始されると大きな話題となり、3年後の売上は初年度の3倍で、年商は7億円から40億円に急増した。
CMで小指を立てた手塚和重（当時44歳）は、東京都職員であったが、仕事に支障をきたすほどの有名人となった。「私はコレで会社をやめました」は1985年の新語・流行語大賞で流行語部門・大衆賞に選出された。日本テレビコマーシャル制作社連盟（現：日本アド・コンテンツ制作社連盟）が1991年に選定した『昭和のCF100選』に選出される。手塚は子供も真似する人気CMで、街中でサインを求められることもあったと述べていた。なお、手塚自身は学生時代にボディビルで体を鍛えており、元々喫煙者でもなかったという。

### 近年の状況
- 2010年に製作・放送されたCMは、26年ぶりに初期バージョンに出演した手塚が登場する。風貌は変化しているが、昭和の公団住宅風隣家でホタル族をする父親に、小指を立ててパイポを勧める。ほか2バージョンがある。
- 2013年9月21日付の日刊ゲンダイでは、手塚が取材に応じ近況について語った。出演者3人のうち、2番目に登場する左側の男性は出演から数年後に他界し、1番目に登場する真ん中の男性は音信不通で、このCMについていつもひとりで取材を受ける、と手塚は述べていた[9]。
- 2018年10月にメディサイエンスエスポアから発売された「酸素ミスト吸引スティック (Thank you WOX)」のyoutube版CM動画で、商品を持ちながら小指を立てて「あれから34年、私はコレで元気にやってます」と手塚が登場する。
- 2023年11月に手塚は北の達人コーポレーションが発売した疑似タバコ『SPADE（スペード）』の公式アンバサダーに就任した[10]。